# Besonderes Sicherheitsrecht
Besonderes Sicherheitsrecht ist ein theoretisches Ausbildungs- und Prüfungsfach bei der bayerischen Polizei. In dem Fach werden verschiedene, für die Arbeit der Polizei wichtige, Gesetze aus dem deutschen Nebenstrafrecht sowie dem Ordnungswidrigkeitenrecht (ohne Verkehrsordnungswidrigkeiten) unterrichtet.
Das Fach wird sowohl in der Ausbildung für den mittleren Dienst als auch für den gehobenen Dienst unterrichtet. Es werden Bundes- und auch Landesgesetze gelehrt.
Ziel ist es, dem angehenden Polizisten Wissen in den Gesetzen zu vermitteln, die neben dem Strafgesetzbuch weitere Ordnungswidrigkeiten- oder Straftatbestände enthalten und für die spätere tägliche Arbeit des Beamten von Bedeutung sind.
In dem Fach werden von den Anwärtern Klausuren abgelegt; das Fach ist weiterhin Prüfungsfach bei der Anstellungsprüfung.

## Behandelte Gesetze
Nachfolgende Gesetze stellen einen Auszug der Themen dar, die im Fach Besonderes Sicherheitsrecht unterrichtet werden:
- Asylgesetz
- Aufenthaltsgesetz
- Betäubungsmittelgesetz
- Freizügigkeitsgesetz/EU
- Gewaltschutzgesetz
- Gewerbeordnung
- Pflichtversicherungsgesetz
- Sprengstoffgesetz
- Tierschutzgesetz
- Versammlungsgesetz
- Waffengesetz

Diese Liste stellt Auszüge aus den unterrichteten Bundesgesetzen dar; sie ist nicht vollständig. Folgende Gesetze werden ebenso behandelt, sind aber Landesgesetze (auch diese Liste ist nicht komplett):
- Bayerisches Straßen- und Wegegesetz
- Bayerisches Waldgesetz
- Bayerisches Naturschutzgesetz
- Bayerisches Immissionsschutzgesetz
- Bayerisches Kreislaufwirtschafts- und Abfallgesetz

Neben den Gesetzen werden ebenso dazugehörige (Durchführungs-)verordnungen mit unterrichtet.